# Porco Rosso
Porco Rosso (紅の豚, Kurenai no Buta) és una pel·lícula japonesa d'anime dirigida per Hayao Miyazaki l'any 1992 sobre un pilot d'avions veterà de la I Guerra Mundial, que es dedica a fer de caça-recompenses atrapant pirates a la mar Adriàtica.
Es va estrenar als cinemes de Catalunya el 2n de setembre de 1994 amb el nom de Pòrco Rósso. S'ha emès en diverses ocasions als canals de TVC com el K3 i SX3.

## Argument
Amb la Gran Depressió la vida s'ha tornat difícil. En aquest context, un expilot de l'exèrcit italià durant la Primera Guerra Mundial es dedica a atrapar pirates al mar Adriàtic amb el seu hidroavió a canvi de diners. Marco Pagot, famós a l'Adriàtic pel sobrenom, Porco Rosso, amb el que és conegut degut a la seva aparença porcina causada per una maledicció. Viu una vida d'aïllament purgant els fantasmes del seu passat en una illa deserta i només es troba a gust visitant la taverna d'una antiga amiga de la infància, Gina, famosa per haver enamorat a tots els homes de l'Adriàtic. En aquest context apareix Donald Curtis, un aventurer i pilot americà, campió de pilotatge en diversos premis, que arriba decidit a derrotar Porco Rosso i fer-se famós per arribar a tenir la seva pròpia pel·lícula a Hollywood. La pel·lícula girarà entorn de l'enfrontament entre Curtis i Porco, i com aquest ha de viatjar a Milà per reconstruir el seu avió, on coneix la dissenyadora del seu nou hidroavió, Fio, mentre fuig del govern feixista que no accepta que Porco no vulgui posar els seus talents a la disposició de la pàtria.

## Producció
Porco Rosso és una de les poques pel·lícules de Hayao Miyazaki que no és ambientada en un entorn fantàstic, sinó que està perfectament situada en l'espai i en el temps, la Itàlia d'entreguerres, suposadament a les ciutats de Fiume i Milà i a les illes d'Ístria i Dalmàcia de l'any 1929.
La pel·lícula va ser planejada originàriament com un curt per a ser emès durant els vols de la Japan Airlines basat en un manga dibuixat pel mateix Miyazaki conegut com a Hikōtei Jidai, que era un petit homenatge als inicis de l'aviació. Si més no, a causa de l'esclat del conflicte als Balcans als anys 90, el projecte va acabar sent un llargmetratge amb un caire molt més seriós produït en gran part per la línia aèria. Va ser emès als avions abans que als cinemes, degut a això la introducció del film es mostra en diversos idiomes: Japonès, Italià, Coreà, Anglès, Xinès, Espanyol, Aràb, Rus, Francès i Alemany.

## Personatges
Porco Rosso (ポルコ・ロッソ, Poruko Rosso)
Seiyū: Shūichiro Moriyama (japonès). Actor de veu: Joan Crosas (català)
El seu nom real es Marco Pagot i és un pilot d'avions i un antic heroi de guerra. Durant la guerra va sofrir una maledicció que el va convertir en porc. Ara es dedica a donar caça als pirates de la Mar Adriàtica on ha obtingut una gran reputació.
Madame Gina (マダム・ジーナ, Madamu Jiina)
Seiyū: Tokiko Kato (japonès). Actor de veu: Sílvia Vilarrasa (català)
És la propietària d'una taverna per a pirates al mig del mar, i una antiga amiga de Porco, amb qui viu una romàntica relació d'amistat. Ha estat casada amb tres pilots d'avions diferents, i tots tres han mort en combat, cosa que li dona part del seu caràcter nostàlgic. Es diu que la seva bellesa ha enamorat a tots els pilots de la Mar Adriàtica.
Donald Curtis (ドナルド・カーチス, Donarudo Kaachisu)
Seiyū: Akio Ohtsuka (japonès). Actor de veu: Joan Carles Gustems (català)
Campió a diverses competicions internacionals de vol, arriba a l'Adriàtic amb la intenció de vèncer Porco i endur-se la seva fama, junt amb el cor de Madamme Gina. Vol ser el protagonista d'una pel·lícula de Hollywood i el seu somni és arribar a ser el President dels Estats Units.
Fio Piccolo (フィオ・ピッコロ, Fio Pikkoro)
Seiyū: Akemi Okamura (japonès). Actor de veu: Núria Trifol (català)
Fio és la neta de l'amo del taller Piccolo a Milà. Tot i la seva curta edat, només 17 anys, és una noia molt intel·ligent, treballadora i alegre. Quan Porco arriba al taller per construir-se un nou avió, Fio insisteix a ser ella qui el dissenyi tot i ser una dona, fins que ell hi accepta. Més tard, s'embarca junt amb Porco en la seva aventura.

## Història i política
A causa de la guerra a les repúbliques de l'antiga Iugoslàvia, concretament a Croàcia (on havia de ser ambientat l'escenari), la pel·lícula va adquirir un to més seriós i reivindicatiu, tenint sobretot un dels missatges primaris de l'estudi, el pacifisme.
Porco Rosso és una de les poques pel·lícules dirigides per Hayao Miyazaki en què els escenaris històrics i geogràfics estan clarament definits i on la major part de la història podria haver succeït en el món real. Marco és un heroi italià de la Primera Guerra Mundial i es mostra lluitant contra avions de combat austrohongaresos en una seqüència de flashback. La història se situa a la costa de la mar Adriàtica de l'est entre les illes de Kvarner i Dalmàcia.
En estar ambientada en el període d'entreguerres, Miyazaki no va obviar la situació política i social que es vivia a Europa. Així doncs, els militars feixistes es poden distingir gràcies a l'uniforme que portaven (camises negres), tot i que l'objectiu de Miyazaki no era una crítica única al feixisme, sinó als totalitarismes que es van viure i es segueixen vivint a nivell internacional. Una producció posterior, El castell ambulant, aconsegueix reflectir millor aquest missatge.
Relacionant-se amb el tema de la guerra a Croàcia, Hayao Miyazaki va voler alternar els escenaris entre Itàlia, Rijeka i Croàcia, on es desenvolupen les escenes de les illes del Mar Adriàtic. Històricament, la pel·lícula té lloc l'any 1929 i en algunes escenes es pot veure que Porco va lluitar a la Primera Guerra Mundial contra la Luftfahrtruppen austrohongaresa. Porco fa declaracions de caràcter antifeixista al llarg del film, i en una escena afirma: «prefereixo ser un porc que un feixista».

## Homenatge a l'aviació
Cal destacar que és una de les poques pel·lícules de l'estudi on el protagonista és únicament un home. Miyazaki ha declarat diverses vegades la seva fascinació pels porcs. A Porco Rosso va tenir l'oportunitat de crear un protagonista porc i a sobre posar com a ambientació una altra de les seves fascinacions, els avions.
L'empresa d'aviació fictícia "Piccolo" que figura en la pel·lícula pot ser una referència als fabricants d'avions italians Caproni i Piaggio.
L'avió que es mostra en l'última escena és molt similar en concepte a la Caproni C-22J, un avió dissenyat per Carlo Ferrarin, un dissenyador de Caproni, nom que se li dona a l'amic pilot de Marco de la Força Aèria. El Jet-amfibi també és una reminiscència del Fouga Zephyr que va posar a prova el Mabore Turbofan abans del desenvolupament del més famós Magister jet, i comparteix amb tots dos la inclusió d'una cua en forma de V.
A més, l'avioneta de reconeixement Caproni Ca.309 es coneix amb el nom de "Ghibli", el mateix nom que l'estudi d'animació de Miyazaki i Takahata.
A principis de la dècada de 1930, els dissenyadors d'hidroavions italians van establir rècords mundials de velocitat (com el MC72 Macchi dissenyat per Mario Castoldi). Bellini va ser un dels pilots de proves que va morir durant l'intent d'establir el rècord de velocitat, nom donat al company d'aviació de Porco en la pel·lícula.
Marc Pagot, nom del personatge principal, és també un homenatge als germans Pagot, pioners de l'animació italiana (Nino Pagot va ser l'autor de la primera pel·lícula d'animació italiana, Els Dynamite Brothers, i els seus fills Marc i Gi Pagot van col·laborar amb Miyazaki en la producció de Sherlock Hound).
D'altra banda, el personatge de Curtis és probable que hagi rebut el nom del pioner de l'aviació nord-americana Glenn Hammond Curtiss que, juntament amb els Germans Wright, va fundar la Curtiss-Wright Corporation. L'avió de Curtis és un Curtiss R3C, que va ser construït per a la Copa Schneider del 1925 (que Porco esmenta la primera vegada que es reuneix amb Curtis). El seu personatge té un paral·lelisme amb Ronald Reagan, en què les seves ambicions no menen només a Hollywood, sinó també a la Presidència. En la dècada de 1930 aquest fet hauria semblat molt ridícul (d'aquí que Gina se'n rigui quan ell li explica les seves aspiracions), mentre que els espectadors moderns n'obtindran un somriure de satisfacció. La resta del personatge de Curtis sembla provenir directament dels herois retratats per Errol Flynn en aquells anys - sens dubte, comparteixen la línia de la mandíbula - incloent els seus gestos bucaners, l'esperit de lluita, i el comportament general combinat amb l'ardor romàntic.
Miyazaki ha revisitat el tema de la història de l'aviació a la seva pel·lícula 2013: El vent s'aixeca.

## Estrena
La pel·lícula es va poder veure per primera vegada als vols de la Japan Airlines, que havia estat la productora de la pel·lícula. Va arribar als cinemes japonesos el 18 de juliol de 1992. Va arribar a Espanya el 2 de setembre de 1994 on va ser emesa només en algunes sales de cinema de les grans ciutats. A Catalunya va arribar doblada al català, tant en cinema com en la seva edició VHS.

## Banda Sonora
La banda sonora de Porco Rosso va ser creada per Joe Hisaishi i publicada l'any 1992.
1. "The Wind of Time (When a Human Can Be a Human)" – 2:50
2. "Mammayuto" – 1:21
3. "Addio!" – 0:37
4. "The Bygone Days" – 2:16
5. "A Sepia-Coloured Picture" – 0:47
6. "Serbia March" – 1:03
7. "Flying Boatmen" – 2:36
8. "Doom" – 1:23
9. "Porco e Bella" – 1:06
10. "Fio-Seventeen" – 2:04
11. "The Women of Piccolo" – 2:04
12. "Friend" – 3:04
13. "Partnership" – 2:28
14. "Madness" – 2:39
15. "To the Adriatic Sea" – 1:50
16. "In Search of the Distant Era" – 2:18
17. "Love at First Sight in the Wildness" – 1:11
18. "At the End of Summer" – 1:26
19. "Lost Spirit" – 4:11
20. "Dog Fight" – 2:10
21. "Porco e Bella" – 2:35
22. "The Time of Cherries" – 2:52
23. "Once in a While, Talk of the Old Days" – 3:56

- Le temps des cérises i Once in a While, Talk of the Old Days les canta la compositora i cantant Tokiko Kato. L'edició de l'última cançó van anar a càrrec de Yoko Kanno i Junichiro Ohkuchi.
- Le temps des cérises, és un himne de la Comuna de Paris que va ser convertit posteriorment en una cançó popular.

## Premis
Premis de Cinema Mainichi 
- Millor pel·lícula animada (1993)[6]
- Millor banda sonora (Joe Hisaishi)[6]